# Potentiale
Le POTENTIALe Messe & Festival est un évènement multiculturel qui regroupe à la fois un festival et une foire centrées sur l’art, l’artisanat, la photographie et le design. 
Il a lieu chaque année sur un week end dans la ville de Feldkirch, là où se déroulent également à l'automne le Lichtstadt Feldkirch, et en été le Poolbar Festival dans la région de Voralberg en Autriche.

## Histoire
Cet événement a connu sa première édition en 2007, il s’appelait alors Artdesign Feldkirch et était une foire annuelle de vente d'artisanat et de produits designs. 
Par la suite le concept initial a évolué sous l’impulsion de la constitution du POTENTIALe Büro Messe & Festival (Bureau de la foire et du festival POTENTIALe) qui travaille d’une part à l’organisation du Festival en lui-même et d’autre part pour permettre le développement des activations de l'espace urbain tout au long de l'année. 
De nombreux projets connexes ont été créés et sont générés et entretenus en parallèle du festival et de son organisation. Le FeldHotel a par exemple été créé en 2013, et régulièrement des espaces urbains vides sont investis par des concepts d’utilisation provisoire. L'objectif de la plate-forme de vente interdisciplinaire est depuis toujours permettre aux participants dans divers endroits de se commercialiser et de constituer un réseau diversifié de contacts - et bien sûr de rendre la ville plus attrayante, indiquait en 2019 dans différentes interviews,, Maya Kleber, la directrice artistique de l'événement. 
L'édition 2020 du POTENTIALe aura lieu du 13 au 15 novembre.

## Présentation
Le POTENTIALe Messe & Festival souhaite représenter la relation étroite entre le produit et le designer - avec des chaînes de production durables, des matériaux et des produits délibérément choisis dans un processus équitable.
Le bureau du projet se situe au 14 de la rue Neustadt, il soutient les interventions, les projets artistiques et rassemble les acteurs culturels autour de leurs idées pour et dans les espaces publics.
L'orientation interdisciplinaire et l'expansion constante du programme avec des conférences, des ateliers, des groupes de discussion sur l’architecture, des expositions de photographie ou la projection de films font de l'événement un lieu de rencontre de publics très variés.  
L’adresse Neustadt 25 a par exemple été utilisée dans le cadre de la résidence du projet « Fabulu - Ethical Fashion ». La création de ce lieu a été voulue pour servir deux objectifs, d'une part, pour permettre aux professionnels de la création d'avoir une présence, d'autre part, pour créer des offres alternatives et favoriser les développements du quartier que les habitants et visiteurs peuvent redécouvrir tout en créant de nouvelles opportunités de rencontres. 
Pendant la foire, les locaux de l'Alte Dogana (Neustadt 37) a été utilisé en tant que « laboratoire de conception ». De nouvelles idées des débutants en design, des étudiants et des universités y trouvent une plate-forme pour la présentation et la vente de prototypes et de petites séries dans des espaces principalement vacants du centre-ville. 
En 2017, la designer et illustratrice Natalie Born, basée en Suisse, a présenté « Papercuts - un "monde de lettres riche en contrastes et en idées » - en direct au siège du festival. Une publication intitulée « The Alphabet of Good Neighbourliness », les relations entre la Suisse orientale et le Vorarlberg seront retracées avec les célèbres typographes suisses Jost Hochuli et Roland Stieger. 
L’édition de l'automne 2018, année où la fréquentation s'est élevée à 8000 participants, a par exemple vu une exposition d'art photographique s'installer dans la piscine couverte de la ville. Cette même année la foire a rassemblé 110 exposants des domaines de l'artisanat, du design et de la photographie. Des pop-up stores (magasins éphémères) pour les acteurs économiques locaux sont régulièrement organisés. Ainsi Blumen Kopf, un fleuriste local qui produit des fleurs coupées produites de façon responsable, ou « Querfeld cuisine » a tenu un atelier de cuisine autour des produits de forêt et prairie.
Le projet regroupe aussi des initiatives tournées sur l’éducation et la promotion du design en général, et certains projets s'inscrivent dans la durée après les différentes éditions du festival. Ainsi après plusieurs ateliers dans le cadre du POTENTIALe 2019, Franziska Möhrle travaille désormais sur un concept durable à long terme pour un atelier pour enfants à Reichenfeld.